# Мушников, Владимир Александрович

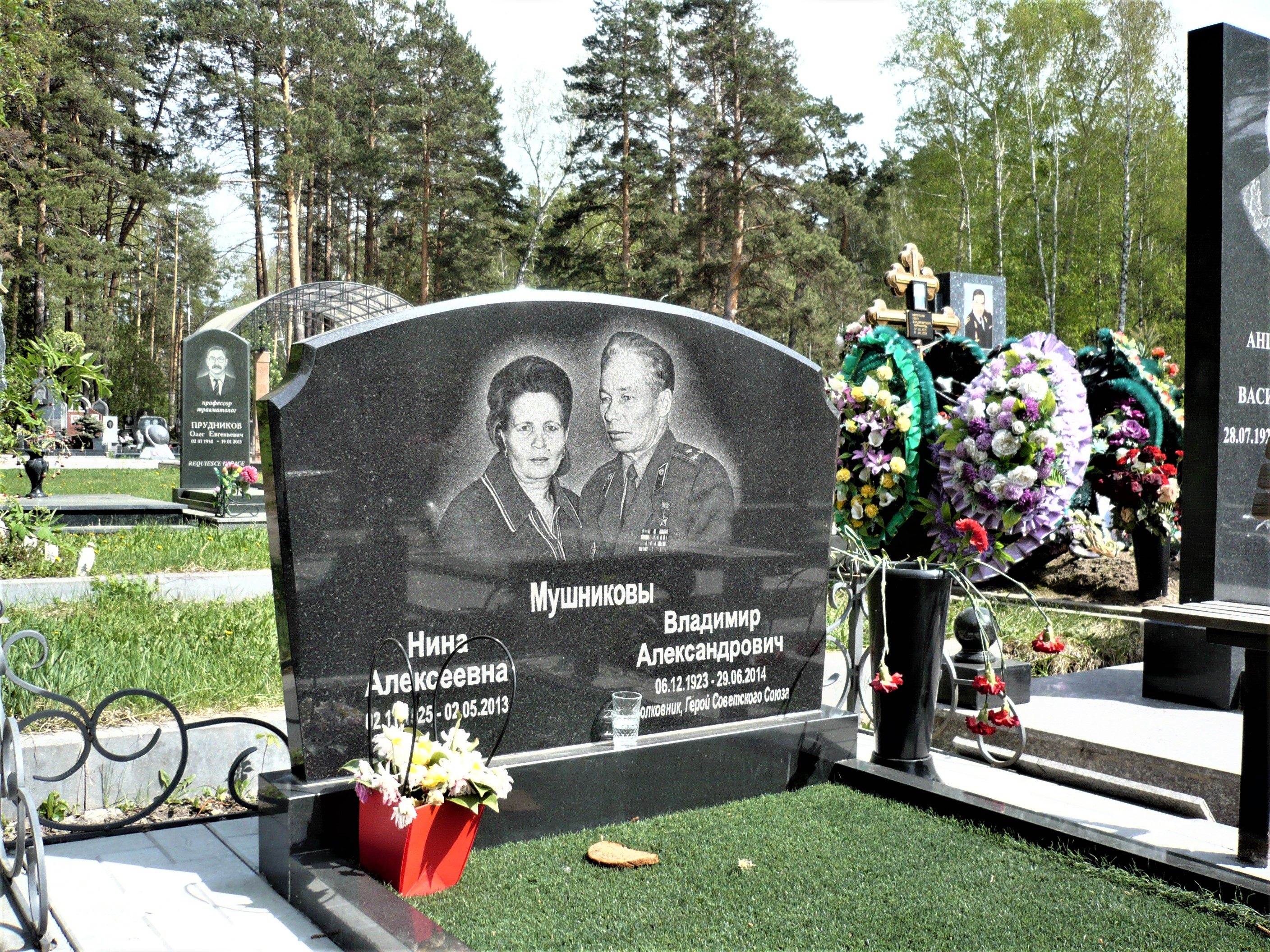
могила на Заельцовском кладбище г.Новосибирска

Влади́мир Алекса́ндрович Му́шников (6 декабря 1923, дер. Чашниково, Вологодская губерния — 29 июня 2014, Новосибирск) — советский воин-пехотинец в годы Великой Отечественной войны, Герой Советского Союза (22.02.1944). Полковник.

## Биография
Окончил семилетнюю школу в селе Непотягово Вологодской области, затем школу фабрично-заводского ученичества при заводе «Северный коммунар» в Вологде. Работал на судостроительной верфи в Мурманске. Вскоре после начала Великой Отечественной войны в 1941 году вместе с персоналом верфи эвакуирован в Вологду и стал работать на том же заводе «Северный коммунар».
В апреле 1942 года был призван на службу в Рабоче-крестьянскую Красную Армию. Служил в 355-м запасном стрелковом полку 4-й запасной стрелковой дивизии Московского военного округа (г. Владимир). С мая того же года — на фронтах Великой Отечественной войны. В боях два раза был ранен.
К ноябрю 1943 года в звании сержанта командовал отделением 1118-го стрелкового полка 333-й стрелковой дивизии 6-й армии 3-го Украинского фронта. Отличился во время битвы за Днепр. В ночь с 24 на 25 ноября 1943 года в составе передового отряда Мушников переправился через Днепр в районе села Каневское Запорожского района Запорожской области Украинской ССР и принял активное участие в боях за захват и удержание плацдарма на его западном берегу, отразив большое количество немецких контратак и нанеся противнику большие потери. Только в боях на подступах к Каневскому Мушников лично уничтожил 5 вражеских пулемётных расчётов, а в боях за село уничтожил около 10 солдат противника, ещё 1 взял в плен.
Указом Президиума Верховного Совета СССР от 22 февраля 1944 года за «образцовое выполнение боевых заданий командования на фронте борьбы с немецкими захватчиками и проявленные при этом отвагу и геройство» сержанту Владимиру Александровичу Мушникову присвоено звание Героя Советского Союза с вручением ордена Ленина и медали «Золотая Звезда» за номером 2690.
В первой половине 1944 года В. Мушников окончил курсы младших лейтенантов и вернулся в свой 118-й стрелковый полк уже командиром взвода, затем служил офицером связи при штабе полка. За новые подвиги в ходе Ясско-Кишинёвской наступательной операции награждён орденом Красной Звезды.
После окончания войны он продолжил службу в Советской Армии. Служил в частях Одесского и Прибалтийского военных округов. Затем проходил службу в Группе советских войск в Германии, а именно служил в отдельной воинской части, которая в Берлине совместно с воинскими частями США, Великобритании и Франции выполняла особое задание по охране содержащихся тюрьме Шпандау нацистских военных преступников, осужденных Международным военным трибуналом. Позднее три года командовал мотострелковым полком. В 1957 году он окончил Военную академию имени М. В. Фрунзе. С 1958 по 1961 год преподавал на военной кафедре Новосибирского института инженеров железнодорожного транспорта. В 1961 году переведён преподавателем (с 1963 года — старший преподаватель) военной кафедры Новосибирского государственного университета. С 1970 года возвращён старшим преподавателем военной кафедры Новосибирского института инженеров железнодорожного транспорта. В октябре 1981 года полковник В. А. Мушников уволен в запас.
Проживал в Одессе. Работал в тресте «Гидрострой». В 2012 году вернулся в Новосибирск.
Похоронен на Заельцовском кладбище Новосибирска.

## Награды
- Герой Советского Союза (22.02.1944)
- Орден Ленина (22.02.1944)
- Орден Отечественной войны 1-й степени (11.03.1985)
- Орден Красной Звезды (28.08.1944)
- Орден «За службу Родине в Вооружённых Силах СССР» 3-й степени (30.04.1975)
- Две медали «За боевые заслуги» (1.09.1943, 30.04.1954)
- Другие медали[3]

## Память
В его честь установлена мемориальная доска на здании завода «Северный коммунар» в Вологде. В сквере у Дома культуры в Вологде установлена памятная стела. Его имя увековечено на Аллее Новосибирцев-героев у Монумента Славы в Новосибирске.